# Hinter der Scheune ist ein Drache
Hinter der Scheune ist ein Drache (Originaltitel: Za humny je drak) ist ein tschechoslowakischer Märchenfilm von Radim Cvrček aus dem Jahr 1983.

## Handlung
Die kleinen Söhne des Köhlers Patocka bitten ihren Großvater, ihm ein Märchen zu erzählen. Er berichtet ihnen daraufhin von einer siebenköpfigen Drachenmutter, die ein verunglücktes Ei legt, aus dem ein nur einköpfiges Junges schlüpft. Sie zieht es trotz seiner schwächlichen Erscheinung mit Holzkohle groß, einem bevorzugten Nahrungsmittel der Fabelwesen. Da sich das Drachenjunge aber nur davon ernährt, entwickelt es im Gegensatz zu seinen Artgenossen ein friedliches Wesen.
Patocka bemerkt in der Nähe seines Hauses eine große Rauchwolke und vermutet, dass ihm ein anderer Köhler sein Monopol streitig macht. Als er den angeblichen Konkurrenten gerade aufsuchen will, wird die Familie unvermutet vom durchreisenden König Jan samt Gefolge besucht. Der Monarch, von den Regierungsgeschäften belastet, lässt sich vor Ort bewirten und bewundert den Kohlenbrenner für dessen einfaches Leben. Er verspricht ihm auch, den vermeintlichen anderen Köhler vertreiben zu lassen. Patockas Tochter Liducka und Prinz Jan finden während des Besuchs Gefallen aneinander, müssen ihre Liebe aber verheimlichen.
Die Reisigen des Herrschers reiten am nächsten Tag zum unerlaubten Kohlenmeiler, flüchten aber, nachdem sie erkennen, dass er einem Drachen gehört. Im Schloss wird derweil der Geburtstag der Prinzessin Viola gefeiert. Bei dieser Gelegenheit verkünden ein Hellseher und ein Astrologe der Königstochter eine Hochzeit, wobei letzterer aber mit dem Edelmann Schwarzbart im Bund steht und ihm die junge Frau zuführen möchte. Am Abend trifft sie im Garten den fahrenden Lautenspieler Marian und verliebt sich in ihn.
Die Reiter kehren zurück und geben im Schloss völlig widersprüchliche Berichte über das angebliche Untier ab, beschreiben es aber durchweg als äußert furchteinflößend. Liducka trifft derweil beim Himbeerensammeln zufällig den Drachen, der sich selbst „Wolke“ nennt und sehr umgänglich ist. Sie erkennt in ihm das Tier aus dem Märchen des Großvaters und beide freunden sich an.
Der König lässt verkünden, dass ein erfolgreicher Drachenbezwinger Viola zur Frau oder, wenn er schon verheiratet ist, einen Teil des Königreiches bekommt. Keiner der Bauern zeigt Interesse und als sich der Lautenspieler meldet, erbt er vom König nur Spott. Auch die Adligen finden Ausreden. Den Herrscher verwundert insbesondere, dass sich keiner der Söhne des Nachbarkönigs Marian, der sich stets über ihn lustig macht, meldet. Als der Prinz zum Schutz seiner Schwester ausziehen möchte, verweigert der Vater ihm dies. Liducka warnt Wolke vor der möglichen Gefahr, dieser verlässt sich aber auf seine Stärke. Als er über das Schloss fliegt, nährt sich im König die Befürchtung, er hätte es auf die Prinzessin abgesehen. Dem gutmütigen Drachen ist hingegen nicht bewusst, dass er allerorts gefürchtet wird.
Schwarzbart bietet sich letztlich für den Kampf an und zieht mit den Bauern aus seinen Dörfern los. Auf dem Weg rastet er bei Patocka und lässt es sich dort wohl sein. Der Großvater verabreicht ihm einen Schlaftrunk und legt ihn anschließend in den Ziegenstall. Den Bauern macht er Angst vor dem Drachen und überredet sie, nach Hause zu gehen. Schwarzbart kehrt am nächsten Tag auf einem Eselskarren zum Schloss zurück. Der Großvater redet dem Grafen Hugo, einem Berater des Königs, ein, dass sich einst ein Drache nach einem Kuss durch die ihm angetraute Prinzessin in einen Menschen verwandelte. Der Monarch will daraufhin Viola zum Drachen bringen. Auf dem Weg fällt ihm jedoch ein, dass er sie mit einer anderen jungen Frau vertauschen könnte und verpflichtet dazu Liducka. Als der Großvater geltend macht, dass Drachen nur Prinzessinnen verzehren, ernennt der König kurzerhand Patocka gegen dessen Willen zum Herrscher der Umgebung. Liducka fährt jedoch gern mit, da sie keine Angst haben muss. Die Prinzessin, die auf Geheiß ihres Vaters am Köhlerhaus aussteigen soll, versteckt sich aber in der Kutsche und fährt unbemerkt mit zum Drachen. Dort treffen sie auf Marian, der Wolke durch seinen Gesang unterhält. Der Prinz, mit Hilfe des Kerkermeisters geflohen, kommt ebenfalls hinzu und erkennt ebenfalls, dass keine Gefahr besteht. Beide Paare finden nun zueinander.
Hugo überredet den König, der Ehe zwischen dem Prinzen und Liducka zuzustimmen, wenn diese dafür den Drachen als Mitgift einbringt. Mit seiner Hilfe soll der benachbarte König überfallen werden. Das Mädchen verweigert sich dieser Bedingung, doch Patocka beruhigt sie und geht zum Schein auf die Bedingung ein. Als sich aber die Schlachtreihen formieren, kommt er auf dem Rücken des Drachen geflogen und lässt durch den Luftzug das kleine Heerlager niederwehen. Patocka spricht dem Monarchen ob seiner Kriegspläne ins Gewissen und verkündet das Ende der Feindseligkeiten. Jan lädt König Marian zur Hochzeit des Prinzen mit Liducka ein. Kurz darauf kehren auch Viola und ihr Marian zum Schloss zurück. Dieser offenbart dem König, dass er eigentlich der Sohn des gleichnamigen Herrschers aus dem Nachbarland ist. Daraufhin findet eine Doppelhochzeit statt.
Prinz Jan und seine Gattin regieren fortan und der Großvater übernimmt die Pflege des Nachwuchses von Liducka und Viola. Wolke arbeitet inzwischen als Köhler und unterhält die Kinder des Landes, indem er ihnen seinen Rücken als Rutsche anbietet.

## Hintergrund und Veröffentlichungen
Hinter der Scheune ist ein Drache entstand 1982 und fand am 1. Oktober des darauffolgenden Jahres seine Uraufführung. Die Premiere in der DDR datiert vom 27. April 1984. Im deutschsprachigen Raum fand Radim Cvrčeks Werk, einer von vielen Kinderfilmen unter seiner Regie, auch unter dem Alternativtitel Da lauert ein Drache Verbreitung. Die Firma Edel Germany publizierte die deutsche Fassung später auf DVD. Der Film lief auch in diversen anderen Ländern an.
Im Lexikon des internationalen Films wird Hinter der Scheune ist ein Drache als ein „‚klassischer‘ Erzähltradition verhafteter Märchenfilm“ bezeichnet.
Der Drache wird im Film abwechselnd anhand eines Modells und einer Zeichentrickanimation dargestellt.

## Synchronisation
Das DEFA-Studio für Synchronisation produzierte unter der Regie von Wolfgang Thal die deutschsprachige Fassung, für das Drehbuch zeichnete Heinz Nitzsche verantwortlich.
| Rolle             | Darsteller       | Synchronsprecher         |
| ----------------- | ---------------- | ------------------------ |
| König             | Jiří Císler      | Wolfram Handel           |
| Großvater Patocka | Josef Kemr       | Bert Brunn               |
| Liducka           | Ivana Andrlová   | Gabriele Schramm-Philipp |
| Köhler Patocka    | Štefan Kvietik   | Hansjürgen Hürrig        |
| Prinzessin Viola  | Jana Beránková:  | Gabriele Schäfer         |
| Prinz Jan         | Jan Stastný      | Gerald Schaale           |
| Otto von Tiskow   | Oldřich Velen    | Hans Robert Wille        |
| Astrologe         | Antonín Jedlička | Victor Deiß              |
| Hellseher         | Jan Skopeček     | Peter Bause              |
| Graf Hugo         | Lubomír Kostelka | Gert Kießling            |
| Prinz Marian      | Maroš Kramár     | Udo Schenk               |
| Schwarzbart       | Petr Bednar      | Roland Knappe            |